# Julie Rabanne
Julie Rabanne, née Machart le 18 avril 1989 à Saint-Omer dans le Pas-de-Calais, est une footballeuse française évoluant au poste d'attaquante au FC Nantes.
Elle se distingue par son petit gabarit (1,54 m pour 48 kg), ce qui en fait l'une des plus petites joueuses du championnat de France. Elle a joué au sein du FCF Juvisy pendant cinq ans et demi avant d'évoluer à la section féminine du LOSC Lille en 2016 puis de rejoindre le club du FCF Val d'Orge (D2) au début de la saison 2016-2017.

## Biographie

### Carrière en club
Après quelques matches au Centre national de formation et d'entraînement de Clairefontaine (CNFE), elle se distingue tout d'abord en réalisant deux saisons énormes en deuxième division avec Gravelines, inscrivant 31 buts en 40 matches de 2007 à 2009 puis devient titulaire incontournable au FCF Juvisy en inscrivant lors de la saison 2010-2011 11 buts en championnat.
Elle dispute également la Ligue des champions avec le club essonnien en 2010-2011, finissant à cette occasion meilleure buteuse du club dans la compétition avec 8 buts.
Blessée puis n'entrant pas dans les choix des entraîneurs de Juvisy Pascal Gouzènes et Emmanuel Beauchet, elle renforce le LOSC à l'hiver 2015-2016 qui lutte pour le maintien.
Après 4 ans au FC Fleury 91, elle rejoint à l'été 2020 le GPSO 92 Issy, promu en D1.
Julie restera 2 années au GPSO 92 Issy, ne pouvant éviter la relégation en juin 2022.
En juillet 2022, elle s'engage avec le LOSC Lille (féminines), avec lequel elle obtient la montée en D1 Arkema à l'issue du championnat avec 15 points d'avance. De plus, Julie termine meilleure buteuse du club avec 11 réalisations.

### Carrière en sélection
En 2016, elle devient championne du monde avec l'équipe de France militaire, en Bretagne, en terminant meilleure buteuse avec 5 buts dans la compétition.
En 2018, elle participe à sa deuxième coupe du monde militaire aux USA, la France termine a la 4e place.

## Statistiques
| Saison                | Club                  | Championnat           | Championnat | Championnat | Coupe(s) nationale(s) | Coupe(s) nationale(s) | Compétition(s) continentale(s) | Compétition(s) continentale(s) | Compétition(s) continentale(s) | Total | Total |
| Saison                | Club                  | Division              | M.          | B.          | M.                    | B.                    | Comp.                          | M.                             | B.                             | M.    | B.    |
| 2005-2006             | CNFE Clairefontaine   | Division 1            | 5           | 0           | -                     | -                     | -                              | -                              | -                              | 5     | 0     |
| 2006-2007             | CNFE Clairefontaine   | Division 1            | 6           | 2           | -                     | -                     | -                              | -                              | -                              | 6     | 2     |
| Sous-total            | Sous-total            | Sous-total            | 11          | 2           | -                     | -                     | -                              | -                              | -                              | 11    | 2     |
| 2007-2008             | US Gravelines         | Division 2            | 18          | 10          | 4                     | 7                     | -                              | -                              | -                              | 22    | 17    |
| 2008-2009             | US Gravelines         | Division 2            | 22          | 21          | 4                     | 5                     | -                              | -                              | -                              | 26    | 26    |
| Sous-total            | Sous-total            | Sous-total            | 40          | 31          | 8                     | 12                    | -                              | -                              | -                              | 48    | 43    |
| 2009-2010             | FCF Juvisy            | Division 1            | 22          | 9           | 4                     | 1                     | -                              | -                              | -                              | 26    | 10    |
| 2010-2011             | FCF Juvisy            | Division 1            | 21          | 11          | 5                     | 1                     | C1                             | 9                              | 8                              | 35    | 20    |
| 2011-2012             | FCF Juvisy            | Division 1            | 15          | 10          | 2                     | 1                     | -                              | -                              | -                              | 17    | 11    |
| 2012-2013             | FCF Juvisy            | Division 1            | 20          | 9           | 1                     | 0                     | C1                             | 8                              | 1                              | 29    | 10    |
| 2013-2014             | FCF Juvisy            | Division 1            | 12          | 4           | 1                     | 0                     | -                              | -                              | -                              | 13    | 4     |
| 2014-2015             | FCF Juvisy            | Division 1            | 18          | 3           | 3                     | 4                     | -                              | -                              | -                              | 21    | 7     |
| 2015-2016             | FCF Juvisy            | Division 1            | 8           | 1           | 0                     | 0                     | -                              | -                              | -                              | 8     | 1     |
| Sous-total            | Sous-total            | Sous-total            | 116         | 47          | 16                    | 7                     | -                              | 17                             | 9                              | 149   | 63    |
| 2015-2016             | LOSC Lille            | Division 2            | 11          | 13          |                       |                       | -                              | -                              | -                              | 11    | 13    |
| Sous-total            | Sous-total            | Sous-total            | 11          | 13          |                       |                       | -                              | -                              | -                              | 11    | 13    |
| 2016-2017             | FCF Val d'Orge        | Division 2            | 22          | 14          |                       |                       | -                              | -                              | -                              | 22    | 14    |
| 2017-2018             | FC Fleury 91          | Division 1            | 22          | 4           | 1                     | 0                     | -                              | -                              | -                              | 23    | 4     |
| 2018-2019             | FC Fleury 91          | Division 1            | 19          | 4           | 3                     | 0                     | -                              | -                              | -                              | 22    | 4     |
| 2019-2020             | FC Fleury 91          | Division 1            | 10          | 0           | 1                     | 0                     | -                              | -                              | -                              | 11    | 0     |
| Sous-total            | Sous-total            | Sous-total            | 73          | 22          | 5                     | 0                     | -                              | -                              | -                              | 78    | 22    |
| 2020-2021             | GPSO 92 Issy          | Division 1            | 16          | 0           | -                     | -                     | -                              | -                              | -                              | 16    | 0     |
| Sous-total            | Sous-total            | Sous-total            |             | 0           | -                     | -                     | -                              | -                              | -                              | 0     | 0     |
| Total sur la carrière | Total sur la carrière | Total sur la carrière | 258         | 115         | 29                    | 19                    | -                              | 17                             | 9                              | 304   | 143   |

## Distinctions individuelles
- Meilleure joueuse du Championnat de France féminin de football de deuxième division 2016-2017[6].